# Кармен из Трианы
Кармен из Трианы (исп. Carmen, la de Triana) — испано-германский музыкальный фильм режиссёра Флориана Рея 1938 года.

## Сюжет
Сюжет фильма разворачивается в Севилье 1835 года. Цыганка Кармен с разрешения бригадира Хосе Наварро навещает в тюрьме своего любовника, тореадора Антонио Варгас Эредию. В качестве благодарности она приглашает бригадира в кабаре на своё выступление.

## В ролях
| Актёр                  | Роль                       |
| ---------------------- | -------------------------- |
| Империо Архентина      | Кармен главная героиня     |
| Рафаэль Ривелле        | Хосе Наварро главный герой |
| Мануэль Луна           | Антонио Варгас Эредия      |
| Альберто Ромеа         | офицер Рамирес             |
| Хосе Прада             | сержант Гарсия             |
| Хулио Рус              | капитан Мораледа           |
| Педро Баррето          | Сальвадор                  |
| Ансельмо Фернандес     | Мигель                     |
| Педро Фернандес Куэнка | Хуан                       |
| Маргит Шимо            | Долорес                    |